# El Moral, Tonalá
El Moral är en ort i Mexiko.   Den ligger i kommunen Tonalá och delstaten Jalisco, i den centrala delen av landet, 400 km väster om huvudstaden Mexico City. El Moral ligger 1 538 meter över havet och antalet invånare är 395.
Terrängen runt El Moral är kuperad åt nordost, men åt sydväst är den platt. Runt El Moral är det ganska tätbefolkat, med 239 invånare per kvadratkilometer. Närmaste större samhälle är Guadalajara, 19,0 km väster om El Moral. I omgivningarna runt El Moral växer huvudsakligen savannskog.